# Clear Creek (Utah)
Clear Creek statisztikai település az USA Utah államában, Carbon megyében. Lakosainak száma 12 fő (2020. április 1.).

## Népesség
A település népességének változása:

| 2010 | 4  |
| 2020 | 12 |